# Wheaton-Glenmont
Wheaton-Glenmont és una concentració de població designada pel cens dels Estats Units a l'estat de Maryland. Segons el cens del 2000 tenia 57.694 habitants.

## Demografia
Segons el cens del 2000, Wheaton-Glenmont tenia 57.694 habitants, 19.596 habitatges, i 13.971 famílies. La densitat de població era de 2.175,4 habitants per km².
Dels 19.596 habitatges en un 34,4% hi vivien nens de menys de 18 anys, en un 52,5% hi vivien parelles casades, en un 13,7% dones solteres, i en un 28,7% no eren unitats familiars. En el 22,1% dels habitatges hi vivien persones soles el 8,1% de les quals corresponia a persones de 65 anys o més que vivien soles. El nombre mitjà de persones vivint en cada habitatge era de 2,93 i el nombre mitjà de persones que vivien en cada família era de 3,39.
Per edats la població es repartia de la següent manera: un 24,9% tenia menys de 18 anys, un 8,4% entre 18 i 24, un 32,7% entre 25 i 44, un 22,2% de 45 a 60 i un 11,8% 65 anys o més.
L'edat mediana era de 36 anys. Per cada 100 dones de 18 o més anys hi havia 93 homes.
La renda mediana per habitatge era de 59.211 $ i la renda mediana per família de 62.295 $. Els homes tenien una renda mediana de 39.064 $ mentre que les dones 32.578 $. La renda per capita de la població era de 23.927 $. Entorn del 6,4% de les famílies i el 8,5% de la població estaven per davall del llindar de pobresa.

## Poblacions més properes
El següent diagrama mostra les poblacions més properes.